# 赫格居什·安德拉什
赫格居什·安德拉什（匈牙利語： 1922年10月31日—1999年10月23日）匈牙利共产党政治家，1955年至1956年担任匈牙利部长会议主席。匈牙利革命期间逃离匈牙利前往苏联，1958年回国教授社会学。